# Libro de Familia (España)
El Libro de Familia era un documento gratuito dual que expedía el Ministerio de Justicia de España y se tramitaba en el Registro Civil. El libro servía para registrar la relación de parentesco entre padres e hijos, se anotaban los nacimientos, adopciones, defunciones, separaciones y divorcios. En el caso de que los titulares se divorciaran y tuvieran hijos con otras parejas, se expedía un nuevo libro para acreditar esa nueva relación.
Con el objetivo de modernizar el registro civil, se dejó paulatinamente de expedir el libro de familia a partir del 30 de abril de 2021. Con la nueva normativa, el ciudadano tendrá una ficha electrónica única con todo su historial, pudiendo realizar cualquier documento o solicitud por Internet. Los libros de familia expedidos hasta la fecha seguirán siendo válidos conforme a la antigua normativa.